# Debby Ryan

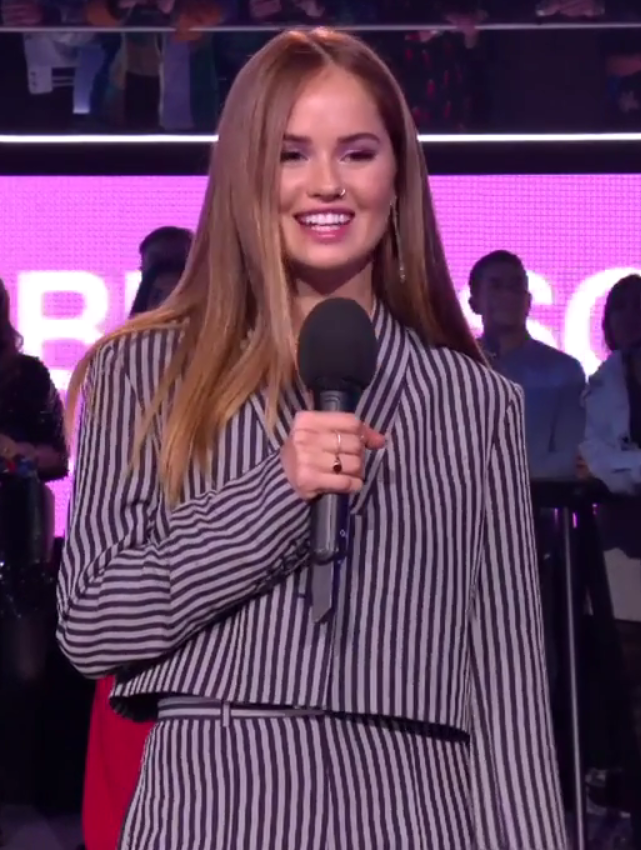
Debby Ryan (2018)

Deborah Ann „Debby“ Ryan (* 13. Mai 1993 in Huntsville, Alabama) ist eine US-amerikanische Schauspielerin und Pop-Sängerin. Bekannt wurde sie u. a. durch ihre Rollen der Bailey Pickett in der Fernsehserie Zack & Cody an Bord und der Jessica „Jessie“ Prescott in der Fernsehserie Jessie.

## Leben
Als Kind war Ryan in verschiedenen Theaterproduktionen tätig. Als sie sieben Jahre alt war, zog sie nach Wiesbaden in Hessen, wo sie an weiteren Theaterproduktionen beteiligt war, bevor sie im Alter von zehn Jahren wieder in die Vereinigten Staaten zog. Zu dieser Zeit beschloss sie, Schauspielerin zu werden. Aufgrund ihres dreijährigen Aufenthalts in Deutschland spricht Ryan fließend Deutsch.
Ryan lebte in Los Angeles, Kalifornien. Seit Dezember 2018 war sie mit dem Schlagzeugspieler der Band Twenty One Pilots, Joshua Dun, verlobt. Am 31. Dezember 2019 heiratete das Paar.
Seit März 2023 leben Ryan und ihr Partner Dun in Columbus, Ohio.

## Karriere

### Schauspielkarriere
Nachdem sie in einigen Werbespots mitgespielt hatte, hatte Ryan im Jahr 2008 mit dem Film The Longshot ihr Filmdebüt. Von 2008 bis 2011 spielte sie in der Disney-Channel-Serie Zack & Cody an Bord die Rolle der Bailey Pickett, ein Mädchen aus Kansas. In derselben Rolle hatte sie 2009 Gastauftritte in Die Zauberer vom Waverly Place und Hannah Montana sowie in dem auf der Fernsehserie basierenden Fernsehfilm Zack & Cody – Der Film. 2010 spielte sie als Abby Jensen in dem Disney-Channel-Film Der 16. Wunsch an der Seite von Jean-Luc Bilodeau. In dem von Dallas Jenkins produzierten Film What If … Ein himmlischer Plan bekam sie im selben Jahr eine Hauptrolle.
Nachdem die Serie Zack & Cody an Bord abgedreht war, schloss Ryan mit dem Sender einen neuen Vertrag: Von 2011 bis 2015 spielte sie die Titelrolle in der Serie Jessie. Die Serie handelt von einem 18-jährigen Mädchen aus Texas, das nach New York City zieht, um ihren Traum zu verwirklichen, doch muss sie nun dort als Nanny für vier Kinder arbeiten. Da die Fernsehserie im selben Serienuniversum wie Austin & Ally und Meine Schwester Charlie spielt, kam es zu Crossover zwischen den Serien, sodass Ryan in beiden Serien jeweils einen Gastauftritt hatte. 2012 hatte sie die Hauptrolle der Tara Adams in dem Disney Channel Original Movie Radio Rebel – Unüberhörbar inne.

### Musikkarriere
Neben der Schauspielerei ist Ryan auch als Sängerin unterwegs. Für die Disney Filme Der 16. Wunsch und Radio Rebel – Unüberhörbar nahm sie die Songs A Wish Comes True Everyday, Open Eyes und We Got the Beat auf. 2011 nahm sie den Titelsong Hey Jessie zu ihrer Serie Jessie auf. Ihre Debüt-Single We Ended Right erschien am 3. Juli 2011 und entstand in Zusammenarbeit mit Chase Ryan und dem Rapper Chad Hively.
2013 gründete sie die Indie-Rock-Band The Never Ending. Ihre erste gemeinsame Single Mulholland Drive erschien am 1. Juni 2014 und das dazugehörige Album One erschien am 24. Juni 2014.

## Filmografie (Auswahl)
- 2008: The Longshots
- 2008–2011: Zack & Cody an Bord (The Suite Life on Deck, Fernsehserie, 69 Folgen)
- 2009: Hannah Montana (Fernsehserie, Folge 3x19)
- 2009: Die Zauberer vom Waverly Place (Wizards of Waverly Place, Fernsehserie, Folge 2x25)
- 2010: Der 16. Wunsch (16 Wishes, Fernsehfilm)
- 2010: What If … Ein himmlischer Plan (What If …)
- 2011: R. L. Stine’s The Haunting Hour (Fernsehserie, Folge 1x16)
- 2011: Private Practice (Fernsehserie, Folge 5x09)
- 2011: Zack & Cody – Der Film (The Suite Life Movie, Fernsehfilm)
- 2011–2015: Jessie (Fernsehserie, 101 Folgen)
- 2012: Radio Rebel – Unüberhörbar (Radio Rebel, Fernsehfilm)
- 2012: Zeke und Luther (Zeke and Luther, Fernsehserie, Folge 3x25)
- 2012: The Glades (Fernsehserie, Folge 3x08)
- 2012: Das Geheimnis der Feenflügel (Secret of the Wings, Stimme)
- 2013: Meine Schwester Charlie (Fernsehserie, Folge 4x17)
- 2013: Kristin’s Christmas Past (Fernsehfilm)
- 2014: Mighty Med – Wir heilen Helden (Fernsehserie, Folge 1x20)
- 2015: Das Leben und Riley (Girl Meets World, Fernsehserie, Folge 2x01)
- 2016: Detective Laura Diamond (Mysteries of Laura Diamond, Fernsehserie, Folgen 2x15–2x16)
- 2016: Sing It! (Fernsehserie, 10 Folgen)
- 2017: Rip Tide
- 2017: Daytime Divas (Fernsehserie, 2 Folgen)
- 2018: Cover Versions
- 2018: Letztendlich sind wir dem Universum egal (Every Day)
- 2018: How to Party with Mom (Life of the Party)
- 2018: The Talk (Co-Moderatorin, 1 Folge)
- 2018–2019: Insatiable (Fernsehserie, 22 Folgen)
- 2020: Horse Girl
- 2020: The Opening Act
- 2021: Night Teeth
- 2022: Spin Me Round
- 2022: The Resort (Fernsehserie, 4 Folgen)
- 2023: Fast & Furious 10 (Fast X)
- 2023: Scream IV
- 2023: Howdy, Neighbor!
- 2023–2024: Velma (Fernsehserie, Stimme)
- 2023: Shortcomings
- 2024: Schlaft gut, ihr fiesen Gedanken (Turtles All the Way Down)
- 2024: American Horror Stories (Fernsehserie, Folge 3x09)

## Diskografie

### Singles
| Jahr | Titel Album                                              | Höchstplatzierung, Gesamtwochen, AuszeichnungChartplatzierungen (Jahr, Titel, Album, Platzierungen, Wochen, Auszeichnungen, Anmerkungen) | Höchstplatzierung, Gesamtwochen, AuszeichnungChartplatzierungen (Jahr, Titel, Album, Platzierungen, Wochen, Auszeichnungen, Anmerkungen) | Höchstplatzierung, Gesamtwochen, AuszeichnungChartplatzierungen (Jahr, Titel, Album, Platzierungen, Wochen, Auszeichnungen, Anmerkungen) | Höchstplatzierung, Gesamtwochen, AuszeichnungChartplatzierungen (Jahr, Titel, Album, Platzierungen, Wochen, Auszeichnungen, Anmerkungen) | Höchstplatzierung, Gesamtwochen, AuszeichnungChartplatzierungen (Jahr, Titel, Album, Platzierungen, Wochen, Auszeichnungen, Anmerkungen) | Anmerkungen                  |
| Jahr | Titel Album                                              | DE | AT | CH | UK | US | Anmerkungen                  |
| ---- | -------------------------------------------------------- | --- | --- | --- | --- | --- | ---------------------------- |
| 2009 | I’m A Country Girl Zack & Cody an Bord                   | — | — | — | — | — |                              |
| 2010 | Hakuna Matata DisneyMania 7                              | — | — | — | — | — |                              |
| 2010 | A Wish Comes True Everyday Der 16. Wunsch                | — | — | — | — | — |                              |
| 2010 | Open Eyes Der 16. Wunsch                                 | — | — | — | — | — |                              |
| 2010 | Deck the Halls The Search for Santa Paws                 | — | — | — | — | — |                              |
| 2011 | Made of Matches RL Stine’s The Haunting Hour: The Series | — | — | — | — | — |                              |
| 2011 | Hey Jessie Jessie                                        | — | — | — | — | — |                              |
| 2011 | We Ended Right Radio Rebel – Unüberhörbar                | — | — | — | — | — | mit Chad Hively & Chase Ryan |
| 2012 | We Got the Beat Radio Rebel – Unüberhörbar               | — | — | — | — | — | Original: Go-Go’s            |

### Musikvideos
| Jahr | Titel                       |
| ---- | --------------------------- |
| 2010 | Deck the Halls’             |
| 2010 | A Wish Comes True Every Day |
| 2011 | Made of Matches             |
| 2012 | We Got the Beat             |

## Auszeichnungen
| Tabellarische Übersicht der Auszeichnungen und Nominierungen | Tabellarische Übersicht der Auszeichnungen und Nominierungen | Tabellarische Übersicht der Auszeichnungen und Nominierungen | Tabellarische Übersicht der Auszeichnungen und Nominierungen                              | Tabellarische Übersicht der Auszeichnungen und Nominierungen |
| Jahr                                                         | Auszeichnung                                                 | Für                                                          | Kategorie                                                                                 | Resultat                                                     |
| ------------------------------------------------------------ | ------------------------------------------------------------ | ------------------------------------------------------------ | ----------------------------------------------------------------------------------------- | ------------------------------------------------------------ |
| 2008                                                         | Celebrity Love Awards                                        | Zack & Cody an Bord                                          | Favorite Actress                                                                          | Nominiert                                                    |
| 2009                                                         | Celebrity Love Awards                                        | Zack & Cody an Bord                                          | Favorite Actress                                                                          | Nominiert                                                    |
| 2009                                                         | Popstar! Poptastic Awards                                    | Zack & Cody an Bord                                          | Female Newcomer                                                                           | Gewonnen                                                     |
| 2010                                                         | Celebrity Love Awards                                        | Zack & Cody an Bord                                          | Favorite Actress                                                                          | Nominiert                                                    |
| 2010                                                         | Hollywood Teen TV Awards                                     | Zack & Cody an Bord                                          | Teen Pick Actress: Comedy                                                                 | Nominiert                                                    |
| 2010                                                         | Body Peace Award                                             | Zack & Cody an Bord                                          | Outstanding Advocate                                                                      | Gewonnen                                                     |
| 2010                                                         | Jetix Awards                                                 | Zack & Cody an Bord                                          | Best Television Star                                                                      | Nominiert                                                    |
| 2010                                                         | Popstar! Poptastic Awards                                    | Zack & Cody an Bord                                          | TV Actress                                                                                | Gewonnen                                                     |
| 2010                                                         | Nickelodeon Kids’ Choice Awards (UK)                         | Zack & Cody an Bord                                          | Best Television Actress                                                                   | Gewonnen                                                     |
| 2010                                                         | Nickelodeon Kids’ Choice Awards (FR)                         | Zack & Cody an Bord                                          | Choice Television Female Star                                                             | Gewonnen                                                     |
| 2010                                                         | Nickelodeon Kids’ Choice Awards (IT)                         | Zack & Cody an Bord                                          | Favorite TV Star                                                                          | Nominiert                                                    |
| 2010                                                         | Nickelodeon Kids’ Choice Awards (IT)                         | Zack & Cody an Bord                                          | Favorite International Star                                                               | Nominiert                                                    |
| 2011                                                         | Young Artist Award                                           | Der 16. Wunsch                                               | Best Performance in a TV Movie, Miniseries or Special Leading or Supporting Young Actress | Nominiert                                                    |
| 2012                                                         | Popstar! Poptastic Awards                                    | Jessie                                                       | TV Actress                                                                                | Nominiert                                                    |
| 2012                                                         | Popstar! Poptastic Awards                                    | Sie selbst                                                   | Female Style Idol                                                                         | Nominiert                                                    |